# Liste der Wappen in der Provinz Varese
Die Liste der Wappen in der Provinz Varese beinhaltet alle in der Wikipedia gelisteten Wappen der Gemeinden in der Provinz Varese in der Region Lombardei in Italien. In dieser Liste werden die Wappen mit dem Gemeindelink angezeigt.

## Wappen der Provinz Varese

Provinz Varese
Lage der Provinz in Italien

## Wappen der Gemeinden der Provinz Varese

Agra
Albizzate
Angera
Arcisate
Arsago Seprio
Azzate
Azzio
Barasso
Bardello
Bedero Valcuvia
Besnate
Besozzo
Biandronno
Bisuschio
Bodio Lomnago
Brebbia
Bregano
Brenta
Brezzo di Bedero
Brinzio
Brissago-Valtravaglia
Brunello
Brusimpiano
Buguggiate
Busto Arsizio
Cadegliano-Viconago
Cadrezzate
Cairate
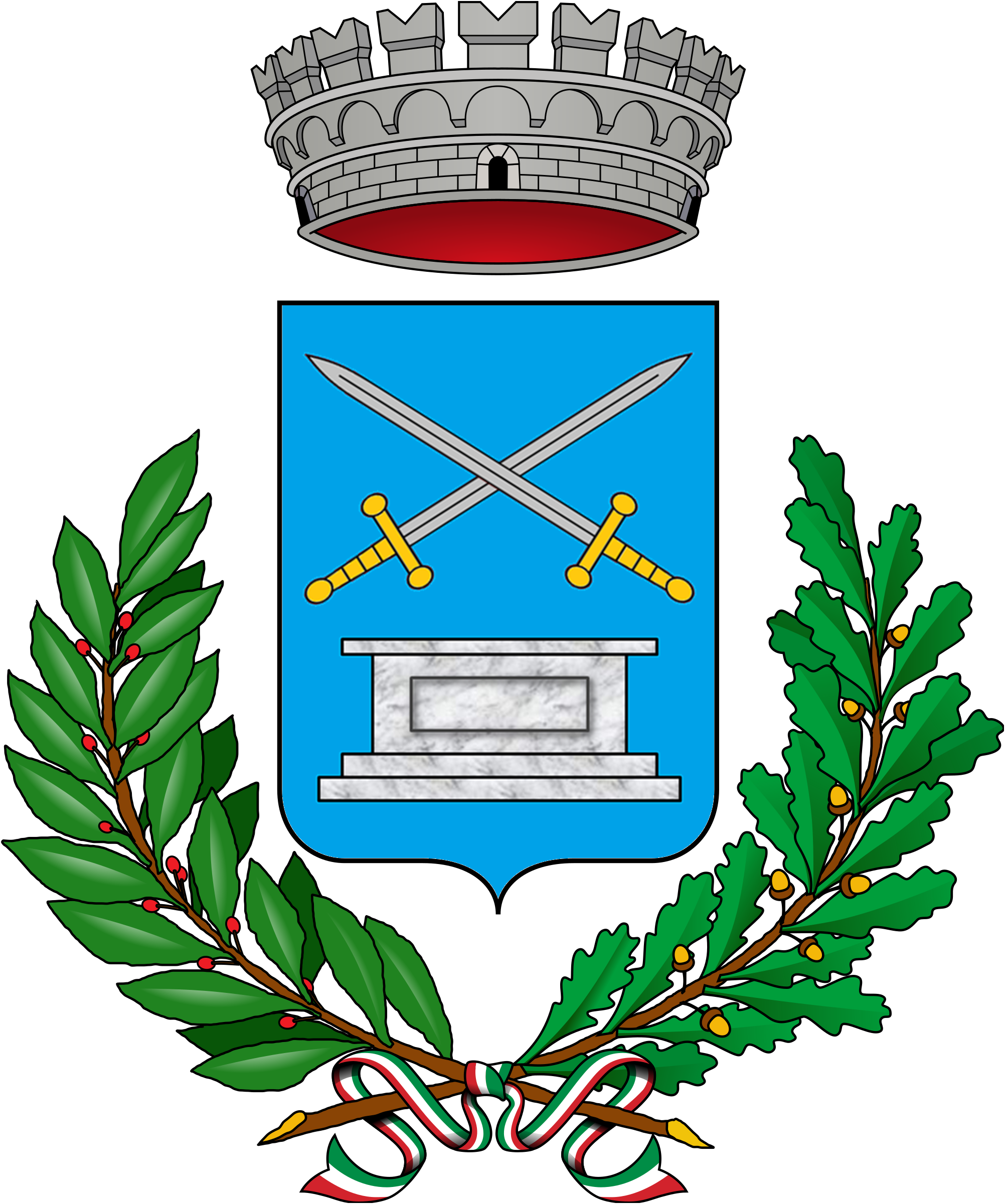
Cantello
Caravate
Cardano al Campo
Carnago
Caronno Pertusella
Caronno Varesino
Casale Litta
Casalzuigno
Casciago
Casorate Sempione
Cassano Magnago
Cassano Valcuvia
Castello Cabiaglio
Castelseprio
Castelveccana
Castronno
Cavaria con Premezzo
Cazzago Brabbia
Cislago
Cittiglio
Clivio
Cocquio Trevisago
Comabbio
Comerio
Cremenaga
Crosio della Valle
Cuasso al Monte
Cugliate-Fabiasco
Cunardo
Curiglia con Monteviasco
Cuveglio
Cuvio
Daverio
Dumenza
Duno
Fagnano Olona
Ferno
Ferrera di Varese
Galliate Lombardo
Gavirate
Gazzada Schianno
Gemonio
Gerenzano
Germignaga
Golasecca
Gorla Maggiore
Gorla Minore
Gornate-Olona
Grantola
Inarzo
Induno Olona
Ispra
Jerago con Orago
Lavena Ponte Tresa
Laveno-Mombello
Leggiuno
Lonate Ceppino
Lonate Pozzolo
Lozza
Luino
Luvinate
Maccagno con Pino e Veddasca
Malgesso
Marchirolo
Marnate
Marzio
Masciago Primo
Mercallo
Mesenzana
Montegrino Valtravaglia
Monvalle
Morazzone
Mornago
Oggiona con Santo Stefano
Olgiate Olona
Origgio
Orino
Osmate
Porto Valtravaglia
Rancio Valcuvia
Ranco
Saltrio
Samarate
Sangiano
Saronno
Sesto Calende
Solbiate Arno
Solbiate Olona
Sumirago
Taino
Ternate
Travedona-Monate
Tronzano Lago Maggiore
Uboldo
Varano Borghi
Varese
Vedano Olona
Venegono Inferiore
Venegono Superiore
Vergiate
Viggiù
Vizzola Ticino